# ナイジェリアの世界遺産
ナイジェリアの世界遺産 （ナイジェリアのせかいいさん）はユネスコの世界遺産に登録されているナイジェリア国内の文化・自然遺産。
※この項目はウィキプロジェクト 世界遺産に準じて作成されています

## 文化遺産
- スクルの文化的景観 - (1999年)
- オシュン＝オショグボの聖なる木立 - (2005年)